# Roller Bassano 2021-2022
Questa voce raccoglie le informazioni riguardanti il Roller Bassano nelle competizioni ufficiali della stagione 2021-2022.

## Maglie e sponsor
Lo sponsor ufficiale è Zetamac.
| 1ª divisa | 2ª divisa |

## Organico

### Giocatori
| N° | Naz.              | Ruolo | Sportivo            |  |  |  |
| -- | ----------------- | ----- | ------------------- |  |  |  |
| 4  | Italia (bandiera) | E     | Mattia Tottene      |  |  |  |
| 9  | Italia (bandiera) | E     | Andrea Marangoni    |  |  |  |
| 10 | Italia (bandiera) | P     | Andrea Baroni       |  |  |  |
| 11 | Italia (bandiera) | E     | Filippo Zambon      |  |  |  |
| 22 | Italia (bandiera) | P     | Simone Zordan       |  |  |  |
| 24 | Italia (bandiera) | E     | Mattia Serraiotto   |  |  |  |
| 33 | Italia (bandiera) | E     | Michele Panizza     |  |  |  |
| 44 | Italia (bandiera) | E     | Michele Dalla Valle |  |  |  |
| 75 | Italia (bandiera) | E     | Matteo Biasini      |  |  |  |
| 80 | Italia (bandiera) | E     | Pietro Zen          |  |  |  |

### Staff tecnico
- Allenatore:  Leonardo De Gerone
- Allenatore in seconda:
- Preparatore atletico:
- Meccanico: